# 안뜰신경절
안뜰신경절(vestibular ganglion) 또는 전정신경절 또는 스카르파 신경절 (Scarpa's ganglion)은 안뜰신경(vestibular nerve, 전정신경)의 1차 감각 뉴런에 속하는 세포체 모음이다. 이는 속귀길(internal auditory canal, 내이도) 안에 위치한다.

## 같이 보기
- 속귀신경
- 달팽이 신경절
- 두극신경세포
- 안뜰신경